# Laira
Laira o Lehira fou un estat tributari protegit del tipus zamindari, al districte de Sambalpur a les Províncies Centrals avui Madhya Pradesh a 21° 44′ N, 84° 17′ E / 21.733°N,84.283°E a uns 25 km al nord-est de Sambalpur. Tenia una superfície de 119 km² amb 25 pobles i una població de 5.932 habitants el 1881.
El territori fou concedit com a jagir a l'ancestre de la casa reial el 1777 pel raja de Sambalpur en recompensa de serveis militars. Posteriorment es va convertir en territori tingut en zamindari. El zamindar Sibnath Singh, fou l'únic cap gond que no es va unir als amotinats del 1857-1858. Va morir uns anys després i el va succeir el seu fill Bindraban Singh, que el 1884 encara no havia arribat a la majoria d'edat.